# Vladimír Kocman
Vladimír Kocman (ur. 5 kwietnia 1956 w Czeskich Budziejowicach) – czeski judoka reprezentujący Czechosłowację, brązowy medalista igrzysk olimpijskich w 1980 w Moskwie w kategorii powyżej 95 kg.
Zdobył srebrny medal mistrzostw świata w kategorii open w 1983 w Moskwie (pokonał go Hitoshi Saitō z Japonii) oraz brązowy medal w kategorii powyżej 95 kg na 1981 w Maastricht. Był również brązowym medalistą mistrzostw Europy w 1980 i 1984 oraz dwukrotnym medalistą akademickich mistrzostw świata.

## Letnie Igrzyska Olimpijskie 1980
| Konkurencja | Eliminacje            | Eliminacje            | Repasaże                | Finały               | Klas. końcowa |
| Konkurencja | Przeciwnik I          | Przeciwnik II         | Przeciwnik III          | o 3 miejsce          | Miejsce       |
| ----------- | --------------------- | --------------------- | ----------------------- | -------------------- | ------------- |
| +95 kg      | Peter Adelaar (NED) Z | Angelo Parisi (FRA) P | Wojciech Reszko (POL) Z | Paul Radburn (GBR) Z | 3.            |